# سیارک ۴۹۱۵
سیارک ۴۹۱۵ (به انگلیسی: 4915 Solzhenitsyn، نامگذاری:1969TJ2) چهار هزار و نهصد و پانزدهمین سیارک کشف شده‌است که در ۸ اکتبر ۱۹۶۹ کشف شد.
قدر مطلق سیارک برابر ۱۳٫۱۰ است.